# Auto da Barca do Inferno
[carece de fontes?]

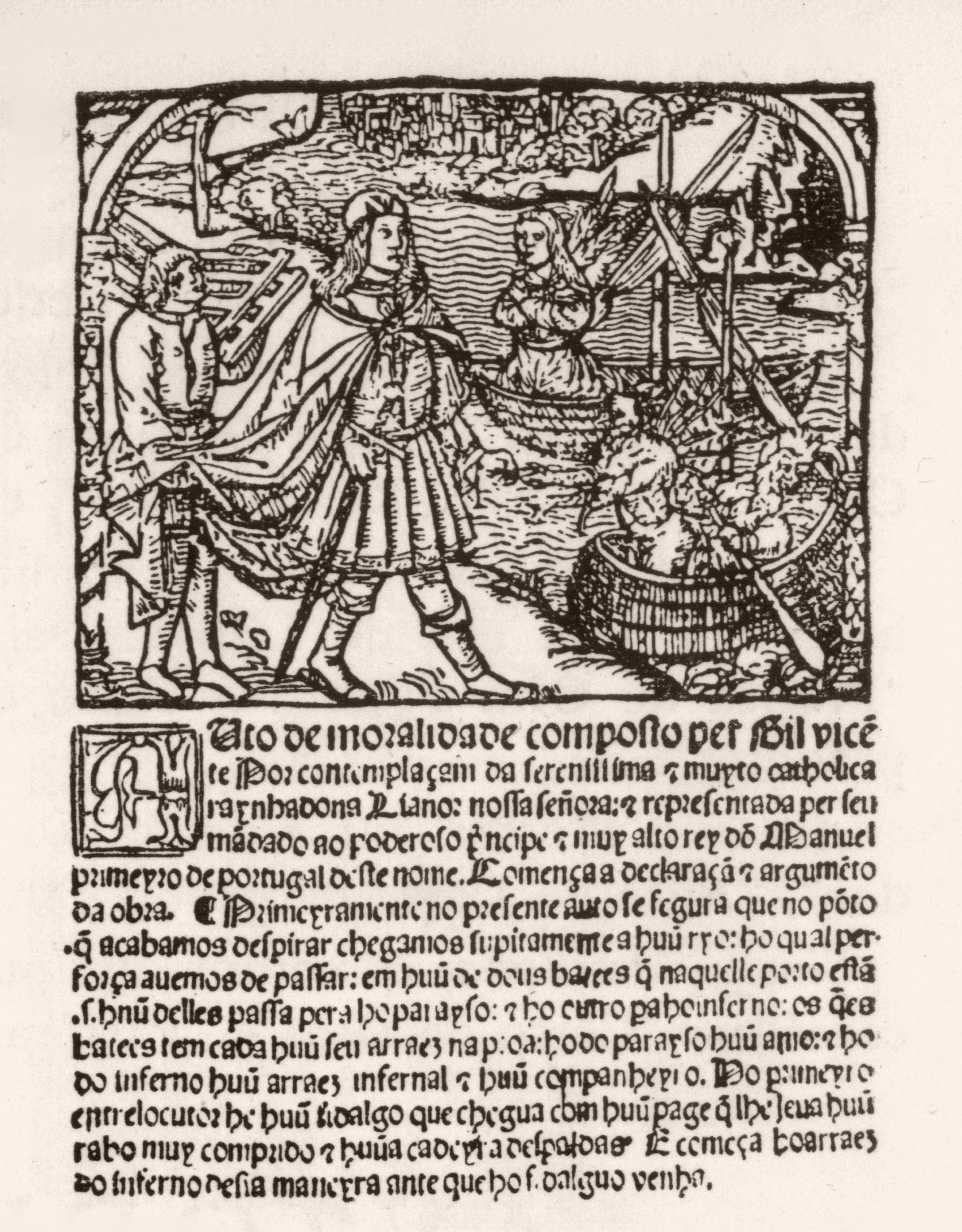
Ilustração da edição original do Auto da Barca do Inferno

O Auto da Barca do Inferno (ou Auto da Moralidade) é uma complexa alegoria dramática de Gil Vicente, representada pela primeira vez em 1517. É a primeira parte da chamada trilogia das Barcas (sendo que a segunda e a terceira são respetivamente o Auto da Barca do Purgatório e o Auto da Barca da Glória).
Os especialistas classificam-na como moralidade, mesmo que, muitas vezes, se aproxime da farsa. Ela proporciona uma amostra do que era a sociedade lisboeta das décadas iniciais do século XVI, embora alguns dos assuntos que cobre sejam pertinentes na atualidade.
Diz-se "Barca do Inferno", porque quase todos os candidatos às duas barcas em cena – a do Inferno, com o seu Diabo, e a da Glória, com o Anjo – seguem na segunda. De facto, contudo, ela é muito mais o auto do julgamento das almas.

## Estrutura
O Auto não tem uma estrutura definida, não estando dividido em atos ou cenas, por isso para facilitar a sua leitura divide-se o auto em cenas à maneira clássica, de cada vez que entra uma nova personagem. A estrutura é vista pelo percurso cénico de cada personagem, que demonstra as suas ações enquanto "julgado".
Existe um percurso cénico padrão - as personagens começam por se dirigir à Barca do Inferno (que está mais enfeitada, que salta mais à vista), percebem que aquela barca se dirige ao Inferno e vão à Barca da Glória. As personagens que não podem entrar nesta barca, voltam à Barca do Inferno, onde acabam por ficar.

## Resumo
Embora o Auto da Barca do Inferno não integre todos os componentes do processo dramático, Gil Vicente consegue  Auto numa peça teatral, dar unidade de ação através de um único espaço e de duas personagens fixas "diabo e anjo".
A peça inicia-se num porto imaginário, onde se encontram as duas barcas, a Barca do Inferno, cuja tripulação é o Diabo e o seu Companheiro, e a Barca da Glória, tendo como tripulação um Anjo na proa.
Apresentam-se a julgamento as seguintes personagens:
- Fidalgo, D. Anrique;
- Onzeneiro (homem que vivia de emprestar dinheiro a juros muito elevados, um agiota);
- Sapateiro de nome, que parece ser abastado, talvez dono de oficina;
- Joane, um parvo, tolo, vivia simples e inconsciente dos seus atos;
- Frade cortesão, Frei Babriel, com a sua "dama" Florença;
- Brísida Vaz, uma alcoviteira;
- Judeu, um usurário chamado Semifará;
- Corregedor e um Procurador, altos funcionários da Justiça;
- Enforcado;
- quatro Cavaleiros que morreram a combater pela fé.

Cada personagem discute com o Diabo e com o Anjo para definir em qual das barcas entrará. No final, só os Quatro Cavaleiros e o Parvo entram na Barca da Glória (embora este último permaneça toda a ação no cais, numa espécie de Purgatório), todos os outros rumam ao Inferno (ao Judeu, por não se querer separar do bode que levava consigo, não lhe é permitido sequer entrar na Barca do Inferno -- este vai "à toa", ou seja, vai dentro de água, agarrado à barca por uma corda). O Parvo fica no cais, o que nos transmite a ideia de que era uma pessoa bastante simples e humilde, mas que havia pecado. O principal objetivo pelo qual fica no cais é para animar a cena e ajudar o Anjo a julgar as restantes personagens, é como que uma 2ª voz de Gil Vicente.
A presença ou ausência do Parvo no Purgatório aquando do fim da peça acaba por ser pouco explícita, uma vez que esta acaba com a entrada dos Cavaleiros na Barca do Anjo sem que existissem quaisquer outros comentários do Anjo ou do Parvo sobre o seu destino final.

## Análise

### Sátira

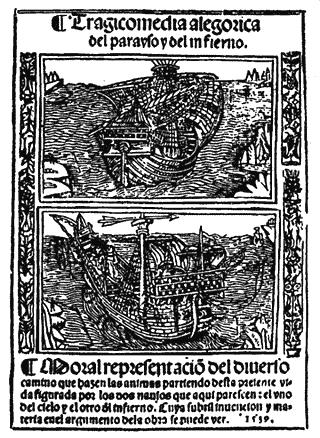
Tragicomedia alegoria del parayso y del infierno, uma peça anónima em castelhano baseada no Auto da Barca do Inferno.

Esta obra tem dado margem a leituras muito redutoras, que grosseiramente só nela vêem uma farsa. Mas se Gil Vicente fez a impiedosa análise das moléstias que corroíam a sociedade em que viveu, não foi para se ficar aí, como nas farsas, mas para propor um caminho decidido de transformação em relação ao presente.[carece de fontes?]
Normalmente classificada como uma moralidade, muitas vezes ela aproxima-se da farsa; o que indubitavelmente fornece ao leitor é uma visão, ainda que parcelar, do que era a sociedade portuguesa do século XVI. Apesar de se intitular Auto da Barca do Inferno, ela é mais o auto do julgamento das almas.[carece de fontes?]

### Personagens
As personagens desta obra são divididas em dois grupos: as personagens alegóricas e as personagens-tipo. No primeiro grupo, inserem-se o Anjo e o Diabo, representando respetivamente o Bem e o Mal, o Céu e o Inferno. Ao longo de toda a obra, estas personagens são  os «juízes» do julgamento das almas, tendo em conta os seus pecados e vida terrena. No segundo grupo, inserem-se todas as restantes personagens do Auto, nomeadamente o Fidalgo (D. Anrique), o Onzeneiro, o Sapateiro (Joanantão), o Parvo (Joane), o Frade (Frei Babriel), a Alcoviteira (Brísida Vaz), o Judeu (Semifará), o Corregedor e o Procurador, o Enforcado e os Quatro Cavaleiros. Todos mantêm as suas características terrestres, o que as individualiza visual e linguisticamente, sendo quase sempre estas características sinal de corrupção.
Fazendo uma análise das personagens, cada uma representa uma classe social, ou uma determinada profissão ou mesmo uma crença. À medida que estas personagens vão surgindo, vemos que todas trazem elementos simbólicos, que representam os seus pecados na vida terrena e demonstram que não têm qualquer arrependimento pelos mesmos. Os símbolos cénicos de cada personagem são:
- Fidalgo: um manto e pajem (criado) que transporta uma cadeira de espaldas(costas altas). Estes elementos simbolizam a opressão dos mais fortes, a tirania e a presunção.
- Onzeneiro: bolsão. Este elemento simboliza o apego ao dinheiro, a ambição, a ganância e a usura.
- Parvo: não traz símbolos cénicos, pois tudo o que fez na vida não foi por maldade e porque é desprovido de bens materiais. Esta personagem representa a inocência e a ingenuidade.
- Sapateiro: avental e formas de sapateiro. Estes elementos simbolizam a exploração interesseira, da classe burguesa comercial.
- Frade: uma Moça (Florença), uma espada, um escudo, um capacete e o seu hábito. Estes elementos representam a vida mundana (dada aos prazeres do mundo) do clero e a dissolução dos seus costumes.
- Alcoviteira: hímenes postiços, arcas de feitiços, armários de mentir, furtos alheios, jóias de seduzir, guarda-roupa de encobrir, casa movediça, estrado de cortiça, coxins e moças. Estes elementos representam a exploração interesseira dos outros, para seu próprio lucro e a sua atividade de alcoviteira ligada à prostituição.
- Judeu: bode. Este elemento simboliza a rejeição à fé cristã, pois o bode é o símbolo do Judaísmo.
- Corregedor e Procurador: processos, vara da Justiça e livros. Estes elementos simbolizam a magistratura.
- Enforcado: "baraço" (a corda com que fora enforcado) ao pescoço. Este elemento representa a sua vida terrena vil e corruptível.
- Quatro Cavaleiros: cruz de Cristo, que simboliza a fé dos cavaleiros pela religião católica.

(os elementos cénicos dos Quatro Cavaleiros mostram a sua superioridade moral obtida a lutar pela Fé Cristã e permite-lhes a entrada no Paraíso.)
Personagens
Diabo: condutor das almas ao Inferno, conhece muito bem cada um dos personagens que lhe cai às mãos; é zombeteiro, irónico e bom argumentador. Gil Vicente não pinta o Diabo como responsável pelos fracassos e males humanos; o Diabo é um juiz, que exibe às claras o lado mais recôndito dos personagens, penetrando nas consciências humanas e revelando o que cada um deles procura esconder.
Fidalgo: representa a nobreza e chega com um pajem, tem uma roupagem exagerada e uma cadeira de espaldas, elementos característicos de seu status social. O diabo alega que o Fidalgo o acompanhará por ter tido uma vida de luxúria e de pecados sendo, portanto, condenado pela vida pecaminosa, em que a luxúria, a tirania e a falta de modéstia pesam como graves defeitos. Ao Fidalgo, nada lhe valem as compras de indulgências ou orações encomendadas. A figura do Fidalgo, arrogante e orgulhoso, permite a crítica vicentina à nobreza e é centrada nos dois principais defeitos humanos: o orgulho e a prática da tirania.
Onzeneiro: a segunda personagem a ser inquirida é o Onzeneiro, usurário que, ao chegar à barca do Diabo, descobre que o seu rico dinheiro ficara em terra. Utilizando o pretexto de ir buscar o dinheiro, tenta convencer o Diabo a deixá-lo retornar, demonstrando seu apreço às coisas mundanas. O Diabo não aceita que o Onzeneiro volte à terra para reaver suas riquezas, condenando-o ao fogo do Inferno.
Parvo: um dos poucos a não ser condenado ao Inferno. O Parvo chega desprovido de tudo, é simples, sem malícia e consegue driblar o Diabo, e até injuriá-lo. É uma alma pura, cujos valores são legítimos e sinceros. Ao passar pela barca do Anjo, diz ser ninguém. Então, por sua humildade e pelos seus verdadeiros valores, é conduzido ao Paraíso. Em várias passagens da peça, o Parvo ironiza a pretensão das outras personagens, que se querem passar por "inocentes" diante do Diabo.
Sapateiro: representante dos mestres de ofício, que chega à embarcação do Diabo carregando seu instrumento de trabalho, o avental e as formas. É um desonesto explorador do povo. Habituado a ludibriar os homens, procura enganar o Diabo, que, espertamente, não se deixa levar por seus artifícios e o condena.
Frade: como todos os representantes do clero, focalizados por Gil Vicente, o Frade é alegre, cantante, bom dançarino e pecador. Chega acompanhado de sua moça e acredita que, por ter rezado e estar a serviço da fé, deveria ser perdoado dos seus pecados mundanos. Dá uma lição de esgrima ao Diabo (que finge não saber manejar uma arma), o que prova a culpa do espadachim, já que frades não lidam com armas. E contra suas expectativas, é condenado ao fogo do inferno. Gil Vicente desfere uma árdua crítica ao clero, julgando-o incapaz de pregar as três coisas mais simples: a paz, a verdade e a fé.
Brísida Vaz: agenciadora de meretrizes, misto de alcoviteira e feiticeira. Por sua devassidão e falta de escrúpulos, é condenada. É conhecida pelas outras personagens que utilizaram em vida os seus serviços. , Traiçoeira, cheia de ardis, não consegue fugir à condenação. Personagem que faz o público leitor conhecer a qualidade moral de outros personagens que com ela se relacionaram.
Judeu: entra acompanhado do seu bode. Detestado por todos, até mesmo pelo Diabo que quase se recusa a levá-lo, é igualmente condenado, inclusive por não seguir os preceitos religiosos da fé cristã.  Durante o reinado de D. Manuel, houve uma perseguição aos judeus visando à sua expulsão do território português; alguns  abandonaram o país, carregando grandes fortunas; outros, converteram-se ao cristianismo, sendo denominados por cristãos novos.
Corregedor e o Procurador: ambos representantes do judiciário: juiz e advogado. Deveriam ser exemplos de bom comportamento e acabaram sendo condenados justamente por serem tão imorais quanto os mais imorais dos mortais, manipulando a justiça de acordo com os subornos recebidos, pois faziam da lei sua fonte de recursos ilícitos e de manipulação de sentenças. A índole moralizadora do teatro vicentino fica bastante patente com mais essa condenação, envolvendo a Justiça humana, na figura dos representantes do Direito.
Enforcado: chega ao batel acreditando ter o perdão garantido pelo seu julgamento terreno e posterior condenação à morte. Na sua opinião, isso ter-lhe-ia permitido a remissão dos pecados, mas é condenado também a ir para o Inferno.
Cavaleiros Cruzados: finalmente, chegam à barca quatro cavaleiros cruzados, que lutam pelo triunfo da fé cristã e morrem em poder dos mouros. Obviamente, com uma "folha de serviço" impecável, serão todos julgados, perdoados e conduzidos à Barca da Glória.
Cada uma das personagens focalizadas enfrentam a morte e aportam ao cais com seus instrumentos terrenos, são venais, inconscientes e, por causa dos seus pecados, não atingem a Glória, a salvação eterna. Destaque deve ser feito à figura do Diabo, personagem vigorosa que, como vimos, conhece a arte de persuadir, é ágil no ataque, zomba, argumenta e penetra nas consciências humanas. Ao Diabo cabe denunciar os vícios e as fraquezas, sendo a personagem mais importante na crítica que Gil Vicente tece à sua época.
Surgem ao longo do auto três tipos de cómico: o de caráter, o de situação e o de linguagem. O cómico de caráter é aquele que é demonstrado pela personalidade da personagem Parvo, que devido à sua pobreza de espírito não mede as suas palavras, não podendo ser responsabilizado pelos seus erros. O cómico de situação é o criado à volta de certa situação, como o Fidalgo, em que é ridicularizado pelo Diabo, e o seu orgulho pisado. Por fim, o cómico de linguagem é aquele que é proferido por certa personagem, como as falas do Diabo.
Análise do personagem "Diabo" (por Saiane Marin, aluna do curso de Licenciatura em Letras Português-Inglês da UTFPR,Campus Pato Branco)
Ao ler Auto da Barca do Inferno, nota-se a importância do papel do personagem Diabo, criado por Gil Vicente em seu mais conhecido auto. De acordo com o autor é um “auto da moralidade”, sua intenção era exemplificar como se dava o comportamento de algumas pessoas que trabalhavam em determinados setores da época (décadas iniciais do século XVI), sendo assim, todos os personagens da obra são alegóricos e de narração dramática.
No auto, o autor faz o Diabo – sujeito/protagonista – parecer-se com um vendedor, ou seja, ele conhece bem as pessoas e é um ótimo argumentador, e busca obter o maior número de objetos, ou seja, de almas. Porém, como o próprio nome da personagem já diz, para enfatizar os mitos, o Diabo age como zombeteiro e irónico em certos momentos da peça, exibindo o lado mais errado dos personagens e revelando o que cada um deles deseja esconder, seus vícios e suas fraquezas. Como competência, ele tem o poder de retrucar, argumentar e penetrar nas consciências humanas, e como performance acaba por levar cada personagem ao ato de refletir sobre seus feitos, para que percebam que não foram bons em vida, destacando assim o Teocentrismo medieval. Nesse momento, o diabo age como um terapeuta espiritual, mesmo sabendo que os personagens tentarão entrar na barca com o Anjo – seu oponente. Como sanção de sua competência, o Diabo consegue encher sua barca e segue em direção ao inferno.
Enredo
A peça inicia-se num porto imaginário, onde se encontram as duas barcas, a Barca do Inferno, cuja tripulação é o Diabo e o seu Companheiro, e a Barca da Glória, tendo como tripulação um Anjo na proa.
A obra apresenta um conjunto de personagens, as almas dos mortos, que, após o traspasse, deparam-se com um braço de mar onde barcas as aguardam.
O primeiro a embarcar é um Fidalgo, que chega acompanhado de um Pajem, que leva a calda da roupa do Fidalgo e também uma cadeira, para seu encosto.
O Diabo mal viu o Fidalgo e já lhe falou para entrar em sua barca, pois ele iria levar mais almas e mostrar que era bom navegante. Antes disso, o companheiro do Diabo, começou a preparar a barca para que as almas dos que viessem, pudessem entrar.
Quando tudo estava pronto, o Fidalgo dirigiu a palavra ao Diabo, perguntando para onde aquela barca iria. O Diabo respondeu que iria para o Inferno, então o Fidalgo resolveu ser sarcástico e falou que as roupas do Diabo pareciam de uma mulher e que sua barca era horrível. O Diabo não gostou da provocação e disse que aquela barca com certeza era ideal para ele, devido a sua impertinência. O Fidalgo espantado, diz ao Diabo que tem quem reze por ele, mas acaba recebendo a notícia de que seu pai também havia embarcado rumo ao Inferno.
O Fidalgo tenta achar outra barca, que não siga ao Inferno, então resolve dirigir-se a barca do céu. Ele resolve perguntar ao Anjo, aonde sua barca iria e se ele poderia embarcar nela, mas é impedido de entrar, devido a sua tirania, pois o Anjo disse que aquela barca era muito pequena para ele, não teria espaço para o seu mau caráter.
O Diabo começa a fazer propaganda de sua barca, dizendo que ela era a ideal, a melhor. Assim, O Fidalgo desconsolado, resolve embarcar na barca para o Inferno. Mas antes, o Fidalgo queria tornar a ver sua amada (sua amante) pois ele disse que ela se mataria por ele, mas o Diabo falou que a mulher que ele tanto amava, estava apenas enganando-o, pois mal este morreu ela já estava nos braços de outro de classe social menor que a sua, depois de ouvir isto o Fidalgo queria ver a sua mulher mas acabou por descobrir,também, que esta estava feliz após a sua morte. E assim, o Diabo insistia cada vez mais para que o Fidalgo esquecesse sua mulher e que embarcasse logo, pois ainda viria mais gente.
O Diabo manda o Pajem, que estava junto com o Fidalgo, ir embora, pois ainda não era sua hora. Logo a seguir, veio um onzeneiro que questionou ao Diabo, para onde ele iria conduzir aquela barca. O Diabo querendo conduzi-lo à sua barca, perguntou por que ele tinha demorado tanto, e o Onzeneiro afirmou que havia sido devido ao dinheiro que ele queria ganhar, mas que foi por causa dele que ele havia morrido e que não sobrou nem um pouco para pagar ao barqueiro.
O Onzeneiro não quis entrar na barca do Diabo, então resolveu dirigir-se à barca do céu. Chegando até a barca divina, ele pergunta ao Anjo se ele poderia embarcar, mas o Anjo afirmou que por ele, o Onzeneiro não entraria em sua barca, por ter roubado muito e por ser ganancioso. Então, negada a sua entrada na barca divina, o Onzeneiro acaba entrando na barca do Inferno.
Mais uma alma se aproximou, desta vez era um Parvo, um homem tolo que perguntou se aquela barca era a barca dos tolos. O Diabo afirmou que era e que ele deveria entrar, mas o Parvo ficou reclamando que morreu na hora errada e o Diabo perguntou do que ele havia morrido, e o Parvo sendo muito sutil respondeu que havia sido de diarréia.
O Parvo ao saber aonde aquela barca iria, começou a insultar o Diabo e foi tentar embarcar na barca divina. O Anjo falou que se ele quisesse, poderia entrar, pois ele não havia feito nada de mal em sua vida, mas disse para esperar para ver se tinha mais alguém que merecia entrar na barca divina.
Vem um sapateiro com seu avental, carregando algumas fôrmas e chegando ao batel do inferno, chama o Diabo. Ele fica espantado com a maneira na qual o sapateiro vem carregado, cheio de pecados e de suas fôrmas.
O sapateiro tenta enrolar o Diabo, dizendo que ali ele não entraria pois ele sempre se confessava, mas o Diabo joga toda a verdade na sua cara e o manda entrar logo em sua barca. O sapateiro tenta lhe dizer todas as feitorias que havia realizado, na tentativa de conseguir entrar no batel do céu, mas o Anjo lhe diz que a "carga" que ele trazia não entraria em sua barca e que o batel do Inferno era perfeito para ele. Vendo que nào conseguiu o que queria, o sapateiro se dirige à barca do Inferno e ordena que ela saia logo.
Chegou um Frade, junto de uma moça, carregando em uma mão um pequeno escudo e uma espada, na outra mão, um capacete debaixo do capuz. Começou a cantarolar uma música e a dançar.
Ele falou ao Diabo que era da corte, mas o próprio perguntou-lhe como ele sabia dançar o Tordião, já que era da corte. O Diabo perguntou se a moça que ele trazia era dele e se no convento não censuravam tal tipo de coisa. O Frade por sua vez diz que todos no convento são tão pecadores como ele e aproveitou para perguntar para onde aquela barca iria. Ao saber para onde iria, ficou inconformado e tentou entender porque ele teria que ir ao Inferno e não ao céu, já que era um frade. O Diabo lhe responde que foi devido ao seu comportamento durante a vida, por ter tido várias mulheres e por ter sido muito aventureiro. Assim, o Frade desafia o Diabo, mas este não faz nada e apenas observa o que o Frade faz.
O Frade resolve puxar a moça para irem ao batel do Céu, mas lá se encontraram com o Parvo, que pergunta se ele havia roubado aquela espada que ele carregava. O Frade completamente arrasado, finalmente se convence que seu destino é o inferno, pois até mesmo o Parvo zombou de sua vida e de seus pecados. Dirigiu-se a barca do Inferno, resolve embarcar junto com a moça que o acompanhava.
Assim que o Frade embarcou, veio a alcoviteira Brísida Vaz, chamando o Diabo para saber em qual barca ela haveria de entrar. O companheiro do Diabo lhe disse que ela não entraria na barca sem Joana de Valdês.
Ela foi relatando o que estava trazendo para a barca e afirmava que iria para o Paraíso, mas o Diabo dizia que sua barca era o seu lugar, que ela teria que ficar ali.
Brísida vai implorar de joelhos ao Anjo, que esse a deixe entrar em sua barca, pois ela não queria arder no fogo do inferno, dizendo que tinha o mesmo mérito de um apóstolo para entrar em sua barca. O Anjo, já sem paciência, mandou-lhe que fosse embora e que não lhe importunasse mais.
Triste por não poder ir para o Paraíso, Brísida vai caminhando em direção ao batel do Inferno e resolve entrar, já que era o único lugar para onde ela poderia ir.
Logo após o embarque de Brísida Vaz, veio um Judeu, carregando um bode, na qual fazia parte dos rituais de sacrifício da religião hebraica. Chegando ao batel dos danados, chama o marinheiro, que por acaso era o Diabo; perguntando a quem pertencia aquela barca. O Diabo questiona se o bode também iria junto com o Judeu, esse por sua vez afirma que sim, mas o Diabo o impede pois ele não levava para o Inferno, os caprinos.
O Judeu resolve pagar alguns tostões ao Diabo, para que ele permita a entrada do bode; disse que por meio do semifará ele seria pago. Vendo que não consegue, ele xinga o Diabo e roga-lhe várias pragas, apenas por não fazer a sua vontade.
O Parvo, para zombar o Judeu, perguntou se ele havia roubado aquela cabra, e aproveitou para xingá-lo. Afirmou também que ele havia urinado na igreja de São Gião e que teria comido a carne da panela do Nosso Senhor. Vendo que o Judeu era uma péssima pessoa, o Diabo ordenou-lhe logo que entrasse em sua barca, para não perderem tanto tempo com uma discussão tola.
Depois que o Judeu embarcou, veio um Corregedor, carregado de feitos, que quando chegou ao batel do Inferno, com sua vara na mão, chamou o barqueiro. O barqueiro ao vê-lo, fica feliz, pois esta seria mais uma alma que ele conduziria para o fogo ardente do Inferno. O Corregedor era um amante da boa mesa e sua carga era qualificada como "gentil", pois tratava-se de processos relativos a crimes, que era um conteúdo muito agradável para o Diabo. Ele era ideal para entrar na barca do Inferno, pois durante sua vida, ele era um juíz corrupto e que aceitava perdizes como suborno.
O Diabo começa a falar em latim com o Corregedor, pois era usado pela Justiça e pela Igreja, além de ser a língua internacional da cultura. Ele ordena ao seu companheiro que este apronte logo a barca e que se prepare para remar rumo ao Inferno.
Os dois começam a discutir em latim, pois o Corregedor por ser achar superior ao Diabo, pensa que só porque era um juíz prestigiado, não teria que entrar em sua barca. O Diabo vai perguntando sobre todas as suas falcatruas, até citando sua mulher no meio, que aceitava suborno dos judeus, mas o Corregedor garantiu que com isso ele não estava envolvido, que estes eram os lucros de sua mulher, e não dele.
Enquanto o Corregedor estava nesta conversa com o Arrais do Inferno, chegou um Procurador, carregando vários livros. Resolve falar com o Corregedor, espantado por encontrá-lo aí, questiona para onde ele iria, mas o Diabo responde pelo Corregedor e diz que iria para o Inferno, mas que também era bom ele ir entrando logo, para retirar a água que estava entrando na barca.
O Corregedor e o Procurador não quiseram entrar na barca, pois eles tinham fé em Deus e também porque havia outra barca em melhores condições, que os conduziria para um lugar mais ameno. Quando chegam ao batel divino, o Anjo e o Parvo zombam de suas ações, que eles não tinham o direito de entrar ali, pois tudo que eles haviam feito de ruim, estava sendo pago agora, com a ida de suas almas para o Inferno. Desistindo de ir para o paraíso, os dois ao entrarem no batel dos condenados, encontram Brísida Vaz. Ela por sua vez, se sentiu aliviada por estarem ali, pois enquanto estava viva foi muito castigada pela Justiça.
Veio um homem que morreu enforcado e ao chegar ao batel dos mal-aventurados, começou a conversar com o Diabo. Ele tentou explicar porque ele não iria no batel do Inferno, pois que ele havia sido perdoado por Deus ao ser condenado à forca e morrer, mas isso não passou de uma mentira, pois ele teria que morrer e arder no fogo do Inferno devido aos seus erros. Desistindo de tentar fugir de seu futuro, ele acaba obedecendo as ordens do Diabo para ajudar a empurrar a barca e remar, pois o horário da partida estava próximo.
Depois disso, vieram quatro Cavaleiros cantando, cada um trazia a Cruz de Cristo, pelo Senhor e também para demonstrar a sua fé, pois eles haviam lutado em uma Cruzada contra os Muçulmanos, no norte da África. Absolvidos da culpa e pena, por privilégio dos que morreram em guerra, foram cantarolando felizes indo em direção ao batel do Céu.
Ao passarem na frente do batel do Inferno, cantando, segurando suas espadas e escudos, o Diabo não resiste e pergunta-lhes porque não pararam para questionar para onde sua barca iria. Convidando-os para entrar, o Diabo recebe uma resposta não muito agradável de um dos Cavaleiros, pois esse disse que quem morresse por Jesus Cristo, não entraria em tal barca.
Tornaram a prosseguir, cantarolando, em direção à barca da Glória, e quando chegaram nela, o Anjo os recebeu muito bem e disse que estava à espera deles por muito tempo. Sendo assim, os quatro Cavaleiros embarcaram e tomaram rumo em direção ao Paraíso, já que morreram por Deus e porque eram livres de qualquer pecado.

### Humor
Surgem ao longo do auto três tipos de cómico: o de carácter, o de situação e o de linguagem. O cômico de carácter é aquele que é demonstrado pela personalidade da personagem, de que é exemplo o Parvo, que devido à sua pobreza de espírito não mede as suas palavras, não podendo ser responsabilizado pelos seus erros. O cómico de situação é o criado à volta de certa situação, de que é bom exemplo a cena do Fidalgo, em que este é gozado pelo Diabo, e o seu orgulho é pisado. Por fim, o cómico de linguagem é aquele que é proferido por certa personagem, de que são bons exemplos as falas do Diabo.
Fidalgo sente-se acomodado em qualquer lugar, na Terra ou no Inferno, para ele, ambas partes são totalmente sem sabor, sem graça.

## OAuto da Barca do Infernoe oInfernoanónimo (c. 1515) do Museu Nacional de Arte Antiga

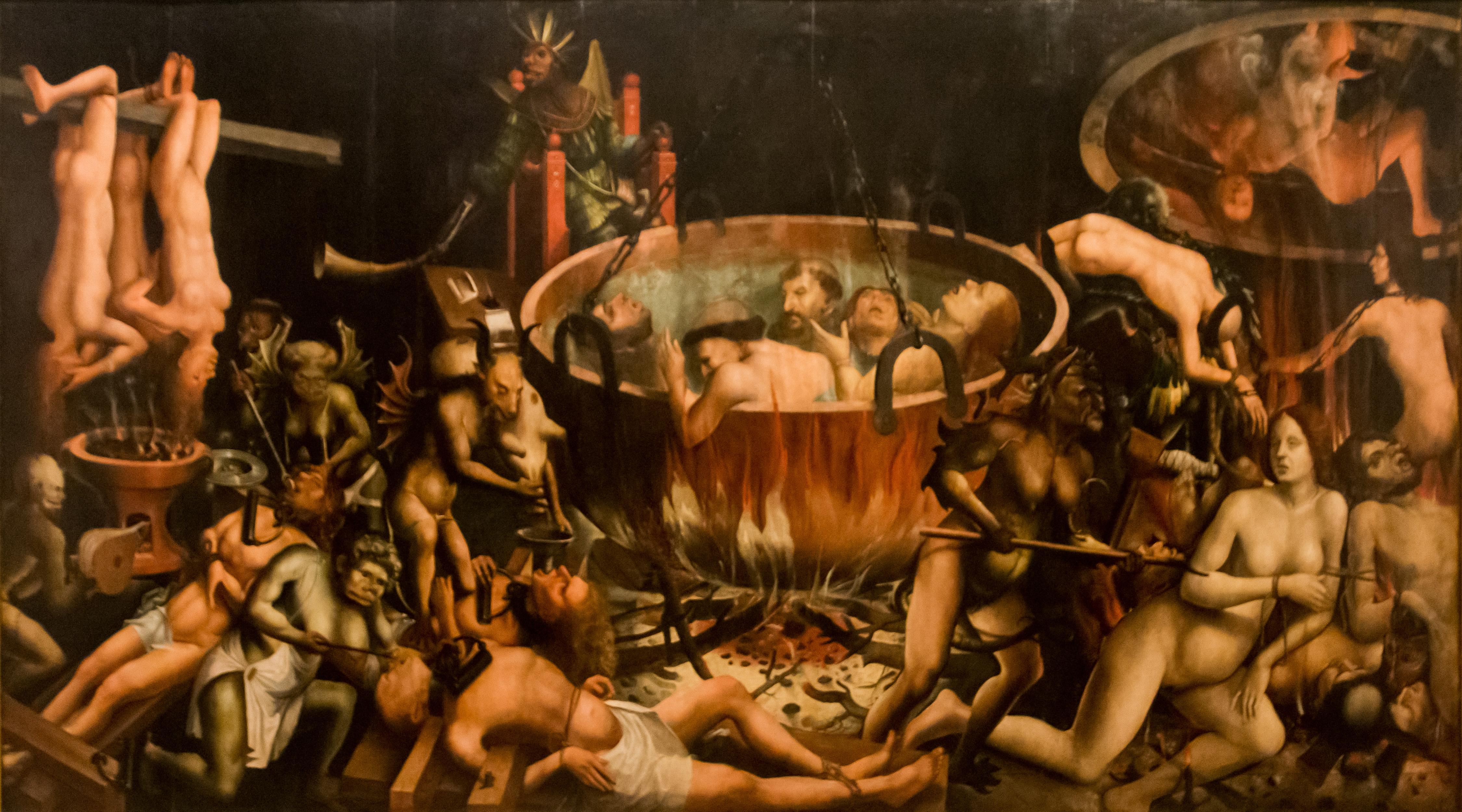
Inferno (séc. XVI), óleo sobre madeira, mestre português desconhecido, Museu Nacional de Arte Antiga, Lisboa.

Existe no Museu Nacional de Arte Antiga, em Lisboa, uma pintura anónima que é quase contemporânea do Auto da Barca do Inferno. Poderá precedê-lo em dois anos. É uma pintura de qualidade e contém, como a obra de Gil Vicente, intenção de crítica social. Mas enquanto na Barca assistimos ao julgamento, donde se pode sair condenado ou salvo, a pintura mostra um recanto infernal com danados distribuídos por grupos, recordando talvez o que se passa na Divina Comédia; no auto, as personagens são individuais.
Esta pintura, que Gil Vicente pode bem ter conhecido, remete para o mesmo momento cultural e religioso, até para um semelhante empenho pré-reformista de intervir na sociedade.

## OAuto da Barca do Infernoe osDiálogo dos Mortos, de Luciano
Como Michelangelo viria a fazer cerca de 20 anos mais tarde no Juízo Final da Capela Sistina (ao fundo do fresco a barca de Caronte), também Gil Vicente construiu a sua alegoria com vários elementos vindos da mitologia, mais em concreto, dos Diálogos dos Mortos, de Luciano de Samósata.
A intertextualidade entre esta obra e a moralidade de Gil Vicente é clara, de modo particular se considerarmos o Diálogo X. Veja-se como Hermes, sempre satírico como o Diabo vicentino, se dirige ao Filósofo:
Põe de parte a postura, em primeiro lugar, e depois tudo o mais! (…)
Deita fora também a mentira, a presunção e o acreditar que és melhor que os outros, porque se embarcares com tudo isso, qual o navio de cinquenta remadores, capaz de te receber?
A recusa de tudo o que podia significar distinção social na vida terrena aparece também no auto, quando lá se fala das «cárregas» inúteis para garantir êxito no julgamento.
A afastar as duas obras, está tudo o que depende da teologia cristã, a começar pela presença do Anjo, com a possibilidade de dois destinos, o da condenação e o da glória, o final esperançoso (claramente visível quando se tem em conta o modo como o autor aproveita a maré ao longo da obra - que está vasa no final, impedindo a ida para o Inferno), e ainda o novo contexto histórico.

## O Auto da Barca do Inferno e a figura mitológica de Caronte
Em algumas passagens da obra, existe uma referência ou comparação à lenda mitológica de Caronte, o barqueiro que transportava as almas dos mortos pelo mar, até ao seu destino final. O barqueiro exigia o pagamento de uma quantia em dinheiro para pagar a viagem, sob a forma de uma moeda posta na boca do cadáver.
O onzeneiro, lamenta-se de não ter dinheiro, nem para pagar a viagem ao barqueiro.